# Aurélie Nemours
Aurélie Nemours (Parijs, 29 oktober 1910 - aldaar, 27 januari 2005) was een Franse schilderes. In haar werk is ze sterk beïnvloed door het kubisme en het neoplasticisme. Met haar werken behoorde ze tot het genre van de abstracte geometrische kunstschilders.

## Biografie
Nemours begon met een theoretische opleiding aan de École du Louvre in 1929. Tussen 1937 en 1940 leerde ze het tekenvak bij de affichetekenaar Paul Colin waarna ze van 1941 tot 1944 zich aan de academie van André Lhote verder bekwaamde. Na de Tweede Wereldoorlog ging ze in de leer bij Fernand Léger. Rond 1951 werd zij op de Salon des réalités nouvelles 'ontdekt' als abstract schilder door Auguste Herbin. In 1952 had Nemours haar eerste solo-expositie waarna vele exposities wereldwijd zouden volgen.
In 1953 ontdekte Nemours de werken van Mondriaan, dit zou een grote invloed op haar hebben. Vanaf die periode kent haar werk bijna geen gebogen lijnen.
Het laatste kunstwerk dat op aanwijzingen en ideeën van Nemours is gerealiseerd is Alignement du xxie siècle. Een verzameling van 72 kolossale granieten zuilen verspreid in symmetrische rijen over een vierkant vlak. Het werk uit 2005 werd officieel postuum onthult in 2006 en bevindt zich in Rennes.

Schematisch overzicht van de bovenzijde van Alignement du xxie siècle

In 2000 realiseert Nemours, Le Prix Aurelie Nemours. Een prijs die nog steeds wordt uitgereikt aan een kunstenaar die werkt vanuit een eigen unieke spiritualiteit.  De eerste ontvanger van deze prijs is de Kroatische kunstenaar Julije Knifer.

## Erkenning
In 1994 ontving Nemours de Grand Prix national de peinture. Twee jaar eerder was Nemours gedwongen te stoppen met schilderen vanwege een aandoening aan haar ogen die er voor zorgde dat haar zichtvermogen ernstig achteruit ging. 
In 2004 organiseerde het Centre Georges Pompidou een retrospectieve tentoonstelling met 170 van haar werken.

## Trivia
In Parijs is het plein Place Aurélie-Nemours naar haar vernoemd.